# فيرمنتك (شركة)
تقوم شركة فيرمنتك المحدودة على العمل في مجال التقانة الحيوية، والتي يقع مقرها في منطقة أتاروت (بالإنجليزية: Atarot) الصناعية، بالقدس، بدولة إسرائيل، والمتخصصة بالعمل في مجال الأبحاث، التنمية والصتنيع المنتجات الطبيعية النشطة حيوياً والمعزولة عن البكتريا وعن المصادر الطبيعية الأخرى كذلك والتي منها النباتات والأشنيات.
وهنا تُستخدم البكتريا الشبيهة بالفطر (الأكتينوبكتريا) غير المسببة للأمراض على أنها الكائنات الدقيقة العضوية الرئيسية في مجال الأبحاث هنا، وذلك بالإضافة إلى بعض الأنواع الأخرى الرئيسية كذلك والتي منها أيضاً النوكارديا والمتسلسلة البكتيرية. أما الفطريات المستخدمة فهي: البنسللين، الرشاشيات (Aspergillus)، المغزلاوية ومثلاتها. ونلاحظ أن كل تلك الأجناس ليست بمسببات أمراضٍ للإنسان.
ولا تقوم شركة فيرمنتك بالبيع بالتجزئة للأفراد. حيث أن غالبية منتجاتها يتم تسويقها من خلال الموزعين العالميين الرئيسيين والمتخصصون في المواد الكيميائية، وذلك تحت نطاق اسمائهم التجارية الخاصة بهم. على الرغم من ذلك، فلفيرمنتك تأثيرٌ خاصٌ على سوق الكيمياء الحيوية، وبخاصةٍ في مجال سموم الميكوتوكسينات (بالإنجليزية: mycotoxin).
وكما تم توضيحه في أماكنٍ أخرى (بالإنجليزية: mycotoxin)، فإن الميكوتوكسينات عبارة عن مركبات سامة تنتجها متعفناتالطعام البشري ومغذيات حيوان المزرعة، ومن ثم تصبح لها أهميتها الاقتصادية. فتقوم شركة فيرمنتك بتصنيع خط إنتاجِ من سموم الميكوتوكسينات والمستخدمة كمعاييرٍ في تحليل الأغذية. حيث تقوم فيرمنتك في بعض الأحيان، كما هو الحال في توفير أفلاتوكسين إم تو (بالإنجليزية: Aflatoxin M2)، بتوفير متطلبات العالم أجمع من ذلك المُرَكَّب.
كما قامت فيرمنتك في عام 2009 بالإعلان عن عائلة منتجاتٍ لمحاليل الفحص عالية المعيارية والجودة والمصنوعة من الميكوتوكسينات الأساسية. وتم تسويق تلك المنتجات تحت اسمهما التجاري فيرمنت سو1 (FermaSol). في حين حصلت في عام 2010 على اعتماد  أيزو 13485 ، وذلك بالارتباط مع إنتاج المواد البادئة لإنتاج الأدوية التجريبية، وكذلك تصنيع المقاييس والمعايير المرجعية لملوثات الأطعمة والأغذية.
إلا أنه في الوقت ذاته، لابد من ملاحظة أن أيٍ من منتجات فيرمنتك قامت الشركة ذاتها باختراعها. حيث كان هدف فيرمنتك يتمثل في تصنيع المنتجات التي كانت معروفة بالفعل، وذات القائمة العلمية الإنتاجية للمجتمع العلمي أجمع.
أسس يوسف بهرند شركة فيرمنتك عام 1994. وكانت قد انتقلت في عام 2004 إلى مقرها الجديد، هادفةً بذلك إلى توسيع رقعة أعمالها وكفاءاتها التصنيعية.

## التقانة
تقوم فيرمنتك بتشغيل المخمرات ذات السعة من 10 إلى 15000 لتراً، حيث يضغط المرشح ويُرَكِّز من الكفاءة التوافقية. فبناءً على سياسة الشركة والتي تم الإعلان عنها على موقعها الرسمي، فإن فيرمنتك تستخدم فقط منهجية التقانة الحيوية «التقليدية». وهذا يعني أنه يتم الاستفادة من السلالات البكتيرية الغيرمعدلة جينياً والطبيعية، إلا أنه لم يتم توجيه اية محاولةٍ لإنتاج المعدلات وراثياً، سواءً أكان ذلك بصورةٍ عشوائيةٍ أو مستهدفةٍ.

## المنتجات الرئيسية
- الميكوتوكسينات: أفلاتوكسين، سيانوكلاسين (بالإنجليزية: Cytochalasin)، فومونوسين، (بالإنجليزية: umonisins)، غليوتوكسين (بالإنجليزية: Gliotoxin)، بوتولين (بالإنجليزية: Patulin)، حمض البنسليك (بالإنجليزية: Penicillic acid)، زيرالينون (بالإنجليزية: Zearalenone)، تنتوكسين (بالإنجليزية: Tentoxin)، ديوكسي نيفالينول (بالإنجليزية: Deoxynivalenol)، سيترينين (بالإنجليزية: Citrinin)، ثلاثيه سموم فطرية، HT2 toxin، يتنتوكسين (بالإنجليزية: Tentoxin)، مونيليفورمين (بالإنجليزية: Moniliformin)، دياسيتوكسي سيربينول (بالإنجليزية: Deacetoxyscirpenol)، نيوسولانيول (بالإنجليزية: Neosolaniol)، سيتروفيريدين (بالإنجليزية: Citreoviridin)، بياوفيرسين (بالإنجليزية: Beauvericin)، نيفالينول (بالإنجليزية: Nivalenol)، حمض تنيوزونك (بالإنجليزية: Tenuazonic acid)، ألترناريول (بالإنجليزية: Alternariol)، ميثيل أثير الألترناريول (بالإنجليزية: Alternariol methyl ether).
- المثبطات المناعية: تاركوليمس (بالإنجليزية: Tacrolimus)، ثيروليمس (بالإنجليزية: Sirolimus)، أسكوميسين (بالإنجليزية: Ascomycin)، ميريوسين (بالإنجليزية: Myriocin).
- أيونوفورات: فالينوميسين (بالإنجليزية: Valinomycin)، نوناكتين (بالإنجليزية: Nonactin)، أيونومايسين (بالإنجليزية: Ionomycin).
- مضادات حيوية خاصة وكاشفات حيوية جزيئية: أنسوميسين (بالإنجليزية: Anisomycin)، ثيولوتين (بالإنجليزية: Thiolutin)، ورتومانين (بالإنجليزية: Wortmannin)، K252a، ستواروسبورين (بالإنجليزية: Staurosporine)، K252C، بافيلوميسين (بالإنجليزية: Bafilomycin)، ألماثيسين (بالإنجليزية: Alamethicin)، ليبتوميسين (بالإنجليزية: Leptomycin)، A23187، كيلاريثرين (بالإنجليزية: Chelerythrine)، أوليغومايسين (بالإنجليزية: Oligomycin)، تريكوستاتين أ (بالإنجليزية: Trichostatin A)، سيرولينين (بالإنجليزية: Cerulenin)، أفيدوكولين (بالإنجليزية: Aphidicolin).
- العقارات التجريبية والبشائر الدوائية: بارثينودين (بالإنجليزية: Parthenolide)، بوروميسين (بالإنجليزية: Puromycin)، راباميسين (بالإنجليزية: Rapamycin)، ميثراميسين (بالإنجليزية: Mithramycin)، ميدوستورين (بالإنجليزية: Midostaurin)، ميدوستورين (بالإنجليزية: Midostaurin)، سيكلوبامين (بالإنجليزية: cyclopamine)، ثيوستريبتون (بالإنجليزية: Thiostrepton)، سيتوروسبورين (بالإنجليزية: Staurosporine)، جيلدانيميسين (بالإنجليزية: Geldanamycin) ومشتقاتها: 17-DMAG، 17-AAG وبروديجيوسين (بالإنجليزية: Prodigiosin).